# Joseph Juran
Joseph Moses Juran (ur. 24 grudnia 1904 w Brăila, obecnie Rumunia, zm. 28 lutego 2008) – amerykański teoretyk zarządzania rumuńskiego pochodzenia.

## Życiorys
Urodził się w rodzinie rumuńskich Żydów. W 1912 roku przybył wraz z ojcem do Stanów Zjednoczonych. W 1917 roku uzyskał amerykańskie obywatelstwo. Mając 16 lat rozpoczął naukę w college'u, którą kontynuował następnie na studiach na uniwersytecie Minnesota. Utrzymywał się wykonując drobne prace. W 1924 roku uzyskał licencjat z inżynierii elektrycznej.
Po ukończeniu studiów rozpoczął pracę w fabryce Western Electric. W 1926 roku był członkiem grupy specjalistów, która miała za zadanie wdrożenie nowych metod zarządzania jakością. Spotkał tu po raz pierwszy W. A. Shewharta. Przyjął propozycję uczestnictwa w pracach Shewharta, co dało mu możliwość nabycia doświadczenia w kwestiach statystycznej kontroli jakości. W międzyczasie w 1936 roku uzyskuje stopień doktora prawa na Uniwersytecie Loyola.
W trakcie II wojny światowej pracował w programie Lend-Lease, gdzie udało mu się usprawnić poprzez odbiurokratyzowanie odprawę statków płynących do Europy. 
Po wojnie rozpoczął pracę jako samodzielny konsultant i wykładowca. W 1954 roku został zaproszony przez Związek Japońskich Naukowców i Inżynierów do wygłoszenia serii wykładów dla japońskich inżynierów. Okazały się one dużym sukcesem. Juran pozostał w Japonii, gdzie popularyzował idee jakości. Jednym z jego pomysłów było prowadzenie audycji radiowych poświęconych jakości. Przyczynił się także do ustanowienia dnia jakości. 
W 1979 roku powołał Instytut Jurana, który ma na celu popularyzację i rozwijanie jego metod. W 1986 roku opublikował trylogię jakości (planowanie, sterowanie i doskonalenie).
O ile William Edwards Deming skupiał się w swoich wskazówkach na sterowaniu, o tyle Juran mówi głównie o planowaniu, jako pierwotnym źródle dobrej jakości produktu.
Niektórzy autorzy wskazują, że Juran był pomysłodawcą kół jakości wdrożonych przez Kaoru Ishikawę.

## Zasada Pareta
Juran jest autorem tzw. "zasady Pareta" czy "zasady 80/20", powszechnie przypisywanej włoskiemu ekonomiście i socjologowi Vilfredowi Parecie. Zgodnie z nią rozkład wielu cech przyjmuje stosunek 20% do 80%, np. około 80% przychodów przedsiębiorstwa generowanych jest przez około 20% jego klientów, lub 20% czasu poświęcanego pracy generuje 80% efektów tej pracy. 
W 1951 r. Juran opublikował Quality Control Handbook, w którym zawarł zasadę "kluczowych nielicznych i błahych licznych" (vital few and trivial many), mającą ujmować złą dystrybucję większości zasobów. Juran ujął tę zasadę jako pewne uniwersalne prawo odnoszące się do alokacji zasobów. W podawanych przykładach wskazał m.in., iż Vilfredo Pareto zajmował się nierówną dystrybucją bogactwa, i określał zasadę 20/80 mianem "zasady Pareta". Zrodziło to powszechne, błędne mniemanie, iż zasada ta wywodzi się od Pareta. Po latach Juran zaznaczył, że przypisanie takie jest błędne i jego źródłem jest nieprecyzyjny styl podręcznika. Zasada "kluczowych nielicznych i błahych licznych" została zaobserwowana przez wiele osób na długo przed Paretem. Jako uniwersalną zasadę sformułował ją dopiero Juran.